# The Anchor Hotel

The Anchor Hotel est un film pornographique gay réalisé par Kristen Bjorn, sorti en 1997.

## Synopsis
1. Mark Anthony, Pedro Pandilla et Rafael Perez
2. Dean Spencer, Andras Garotni et Ivan Cseska
3. Un homme seul ; Sasha Borov, Sandor Vesanyi, Ferenc Botos et Gabor Szabo
4. Antonio DiMarco et neuf autres hommes, dont cinq portant des masques dans une orgie vaudou
5. Igor Natenko et Karl Letovski

## Fiche technique
- Réalisation : Kristen Bjorn
- Scénario :
- Photographie : Kristen Bjorn
- Montage :
- Musique : François Girard
- Producteur : Kristen Bjorn
- Société de production : Sarava Productions, Kristen Bjorn Video
- Sociétés de distribution : Kristen Bjorn Video
- Langues : anglais
- Lieux de tournage : Little Havana
- Format : Couleur - 1.33 : 1 - son monophonique
- Genre : Film pornographique
- Durée : 117 minutes
- Date de sortie : 
  - États-Unis : 6 août 1997

## Récompenses
- Grabby Awards 1998 : Meilleure vidéo internationale (ex-aequo avec Amazon Adventure et Gangsters at Large)[1]
- Grabby Awards 1998 : Meilleur réalisateur pour Kristen Bjorn[1].